# Argyrodines pulchella
Argyrodines pulchella là một loài bọ cánh cứng trong họ Cerambycidae.